# (14610) 1998 SE146
A (14610) 1998 SE146 a Naprendszer kisbolygóövében található aszteroida. Eric Walter Elst fedezte fel 1998. szeptember 20-án.